# Missa brevis d-Moll KV 65
Die Missa brevis in d-Moll KV 65 (KV6 61a) ist eine Messe von Wolfgang Amadeus Mozart.

## Geschichte
Die Messe gehört zu der Gruppe der ersten vier Messen, die Mozart im Alter von zwölf Jahren in den Jahren 1768/69 komponierte: den beiden Missae solemnes C-Dur KV 66 und c-Moll KV 139 sowie den beiden Missae breves G-Dur KV 49 und d-Moll KV 65. Die genaue Kompositionsreihenfolge dieser vier Werke ist unklar, der Autograph der d-Moll-Messe ist aber auf den 14. Januar 1769 datiert. Sie steht mit der anderen, kurz zuvor (wohl im Herbst 1768) entstandenen Missa brevis KV 49 in engem, komplementär zu nennenden Zusammenhang: während die erste Kurzmesse in strahlendem G-Dur verfasst ist, nähert sich Mozart seinem zweiten Werk der Gattung in Moll an, und zwar konsequent. Jeder einzelne Satz der Messe steht in einer Molltonart und verzichtet auch weitgehend auf Dur-Aufhellungen, selbst wo es der Ordinariums-Text nahelegen würde. Ein Vorbild für diese ungewöhnliche Kompositionsweise ist am ehesten in den Messen des Salzburger Barockkomponisten Johann Ernst Eberlin zu entdecken. Aufführungsanlass der Messe könnte ein Termin in der Fastenzeit gewesen sein. Die von Sigismund Keller geäußerte Vermutung, sie sei am 5. Februar 1769 zur feierlichen Eröffnung des 40-stündigen Fastengebets in der Universitätskirche erklungen, gilt heute als unhaltbar, da Mozarts Jugendfreund Dominikus Hagenauer in seinen Tagebuchaufzeichnungen für diesen Anlass ausdrücklich eine missa solennis vermerkt. Wenn die Messe tatsächlich in der Fasten- oder Vorfastenzeit zum ersten Mal erklang, dürfte das Gloria nicht aufgeführt worden sein, da es in dieser Zeit nicht Bestandteil des Ordinariums ist. Ob Mozart das Ordinarium dennoch vollständig vertonte, um auch Aufführungen zu anderen Zeiten des Kirchenjahres zu ermöglichen, oder ob der Satz evtl. später nachkomponiert wurde, ist nicht bekannt. Die Ernsthaftigkeit, mit der der junge Mozart sich der Vertonung des Messtextes widmete, wird dadurch belegt, dass das Benedictus in drei vollständig ausgeführten Kompositionsentwürfen vorliegt, von denen schließlich die Fassung als Solo-Duett der beiden Frauenstimmen in das Werk aufgenommen wurde. Hartmut Schick befindet, dass die beiden Kurzmessen KV 49 und 65 sowohl Stärken als auch Schwächen aufweisen, „zusammen genommen aber ergeben sie bereits ein beeindruckendes Gesellenstück in der Gattung Missa brevis“.

## Werkbeschreibung
Besetzung: 4 Gesangssolisten (Sopran, Alt, Tenor, Bass), gemischter Chor (SATB), Kirchentrio (2 Violinen und Basso continuo) sowie ad libitum 3 Posaunen colla parte mit den drei Unterstimmen des Chores.
Satzfolge:
- Kyrie (Soli und Chor)
- Gloria (Soli und Chor)
- Credo
  - Patrem omnipotentem (Soli und Chor)
  - Et incarnatus est (Chor)
  - Et resurrexit (Soli und Chor)
  - Et vitam venturi (Chor)
- Sanctus (Chor)
- Benedictus (Soli SA; Hosanna: Chor)
- Agnus Dei (Chor)

Die Aufführungsdauer beträgt ca. 13 Minuten.
Das Kyrie ist konventionell in Reprisenform gehalten, das Christe eleison ist durch Wendung zur Durparallele und Einsatz der Solisten klar als Mittelteil artikuliert.
Im Gloria leitet Mozart das Thema des abschließenden kurzen Fugatos vom Anfangsmotiv ab, die Beantwortung des Themas im Comes gerät ihm allerdings ungeschickt real statt tonal.
Das Credo ist recht knapp gehalten und bedient sich in den Solo-Teilen des von Mozart ansonsten selten eingesetzten Mittels der Polytextur, also des gleichzeitigen Absingens verschiedener Textabschnitte. Das Thema der Schluss-Fuge ist mit seinem zweimaligen Einsatz besonders originell.
Das Sanctus gliedert Mozart nach den Sinneinheiten des Textes in drei Abschnitte, mit einem zweistimmig kontrapunktischen Beginn, einem raschen Pleni sunt caeli und durch den Wechsel zum 3/4-Takt gekennzeichneten Hosanna. Im Benedictus ergibt das Duett von Sopran und Alt zusammen mit den obligat geführten Violinen einen kunstvollen doppelten Triosatz, der an Texturen von Johann Sebastian Bach gemahnt. Obwohl die chromatische Melodik und die Moll-Tonart nicht ganz passend zum freudigen Duktus des Textes eingesetzt sind, ist Mozart hier ein ausgesprochen reifer Satz gelungen.
Das abschließende Agnus Dei fällt dagegen etwas ab und wirkt reserviert, zumal Mozart dem Satz eine Schlusswendung nach Dur versagt.